# Boris Viatcheslavitch
Boris Viatcheslavitch (né vers 1054, mort le 3 octobre 1078 à la bataille de Nezhatyna Nyva), fut prince de Tchernigov et de Tmoutarakan en 1077. 

## Origines et enfance
Il est le fils du prince de Smolensk Viatcheslav Iaroslavitch et de la fille de Léopold Ier de Babenberg, Oda. L'alliance dynastique de ses parents a été très probablement réalisée sous le règne de Iaroslav le Sage, qui mariait ses propres enfants à des dynasties étrangères. 
Le père de Boris meurt à Smolensk quelques années après la naissance de son fils. Boris devient alors un Izgoi de la dynastie des Riouriks.
Les renseignements sur l'enfance de Boris après la mort de son père sont contradictoires. Selon Vassili Tatichtchev il fut élevé à Vchtchij, mais l'exactitude de cette information est sujette à caution. Selon les chroniques de Chtadenskoï, après la mort de son mari, la comtesse Oda revient en Allemagne puis se remarie. Elle emporte avec elle une grande partie de la fortune de Viatcheslav Iaroslavitch, qui aidera par la suite son fils pour sa lutte à la conquête du pouvoir en Rus. 
Dans les chroniques le nom de son nouveau mari n'est pas mentionné. Il est aujourd'hui admis qu'il s'agissait de Sviatoslav II.

## Contexte
À la mort de Sviatoslav II en 1077, ses frères Vsevolod et Iziaslav se battent pour le trône de Kiev (à l'époque le trône de Kiev revenait aux frères du défunt, pas à ses fils). Vsevolod abandonne la ville de Tchernigov et se dirige vers son frère qui avait tout misé sur une bataille à Kiev. 
C'est ici que les chroniques mentionnent pour la première fois Boris Viatcheslavitch. Il profite de l'absence de son oncle pour prendre la ville. Cependant, il n'y reste que 8 jours et s'enfuit à Tmoutarakan lorsque Vsevolod y revient. 
Il est accueilli par Roman Sviatoslavitch. Les deux furent bientôt rejoints par Oleg Sviatoslavitch , fils de Sviatoslav II et ses troupes, qui avait été banni de la province de Vladimir par ses oncles.  
Ils enrôlent des troupes polovtses et lancent une première attaque le 25 août 1078 à la rivière Orjitsa qui se solde par une victoire contre Vsevolod et la prise de Tchernigov. 
Celui-ci s'allie avec Iziaslav. Ils réunissent une nouvelle armée avec l'aide de leurs fils et se dirigent vers Tchernigov alors que Boris et Oleg avaient déjà quitté la ville. Les citoyens de Tchernigov ferment les portes et se préparent pour le siège. Les assaillants brûlent les parties extérieures de la ville et veulent poursuivre, mais apprennent que  Oleg et Boris reviennent à la rescousse des assiégés.
Oleg tente de convaincre son cousin ne pas chercher la confrontation directe et à demander grâce, mais Boris refuse. Lui, ses alliés, et Iziaslav meurent pendant la bataille dans le village de Nezhatina Niva le 3 octobre 1078.